# Čeligijev stolp
Čeligijev stolp je obrambni stolp v Mariboru, eden izmed petih stolpov severnega mestnega obzidja, ki so ga meščani zgradili leta 1460. Stolp kvadratne oblike je bil pomembna obrambna točka na obzidju. Ime je dobil po mariborskih pivovarjih Tscheligijih, v preteklosti pa so mu pravili tudi Smodniški stolp.
Zdaj stoji v Gregorčičevi ulici, obdan z novozgrajenimi objekti. V 18. stoletju je v njem začela obratovati prva mariborska pivovarna.
Zaradi dotrajanosti in neugodnih vremenskih razmer se je spomladi 2019 del objekta sesedel.